# 赫克斯特县
赫克斯特县（Kreis Höxter）是德国北莱茵-威斯特法伦州东部的一个县，隶属于代特莫尔德行政区，首府赫克斯特，是北莱茵-威斯特法伦州人口密度最小的县。

## 地理
赫克斯特县北面与利珀县，东面与下萨克森州的霍尔茨明登县和诺特海姆县，东面和南面与黑森州的卡塞尔县，西南面与上绍尔兰县，东南面与黑森州的瓦尔代克-弗兰肯贝格县，西面与帕德博恩县相邻。